# Verbandsgemeinde Bad Münster am Stein-Ebernburg
La comunità amministrativa di Bad Münster am Stein-Ebernburg (Verbandsgemeinde Bad Bad Münster am Stein-Ebernburg) era una comunità amministrativa della Renania-Palatinato, in Germania.
Faceva parte del circondario di Bad Kreuznach.
A partire dal 1º luglio 2014 se ne distaccò il comune di Bad Münster am Stein-Ebernburg che venne incorporato nella città di Bad Kreuznach. 

Dal 1º gennaio 2017 la comunità venne soppressa, i comuni di Duchroth, Niederhausen, Norheim, Oberhausen an der Nahe e Traisen entrarono a a parte della Verbandsgemeinde Rüdesheim mentre quelli di Altenbamberg, Feilbingert, Hallgarten e Hochstätten si unirono alla comunità amministrativa di Bad Kreuznach.

## Suddivisione
Comprendeva 9 comuni:
1. Altenbamberg
2. Duchroth
3. Feilbingert
4. Hallgarten
5. Hochstätten
6. Niederhausen
7. Norheim
8. Oberhausen an der Nahe
9. Traisen

Il capoluogo era Bad Kreuznach.